# ONCE ダブリンの街角で
『ONCE ダブリンの街角で』（ワンス ダブリンのまちかどで、原題: Once）は、2007年公開のジョン・カーニー脚本および監督のアイルランドの音楽映画。アイルランド・ダブリンを舞台に、ストリートで出会った地元の男とチェコ系移民の女が音楽を通して心を通わせていくラブストーリーで、自然主義俳優およびミュージシャンのグレン・ハンサードとマルケタ・イルグロヴァが主演している。映画撮影以前より2人は「ザ・スウェル・シーズン」の名で音楽活動をしており、映画のオリジナル曲全ての作曲および演奏を行った。
映画製作中の約6ヶ月間、アイルランド映画局の最高責任者が不在だったため、部下の裁量ではおよそ€112,000という低い予算しか組めなかった。制作費は€130,000(米ドル150,000)だったが映画は成功をおさめ、アメリカの映画館各館の平均興行収入を越えた。全米では2館からの公開だったが、その後口コミで話題になり、140館まで劇場数を増やしたほか、サウンドトラックは全米チャートで2位を獲得した。好評を得て2007年のインディペンデント・スピリット賞の外国映画賞を受賞した。ハンサードとイルグロヴァの曲『フォーリング・スローリー』Falling Slowly は第80回アカデミー賞歌曲賞を受賞し、サウンドトラックはグラミー賞にノミネートされた。
公開後は批評家・観客の双方から絶賛され、スティーヴン・ジェイ・シュナイダーの『死ぬまでに観たい映画1001本』にも掲載された。
キャッチコピーは、『ふたりをつなぐ、愛より強いメロディ』『人生でたった一度、心が通じる相手に出会えたら…ストリートから始まるラブストーリー』。

## あらすじ
ダブリンのストリート・ミュージシャンである30代の"男"（演：グレン・ハンサード）は商店街であるグラフトン・ストリートでギターの弾き語りをしているがなかなか成功に結びつかない。ある日"男"の音楽に惹かれ、チェコ移民である花売りの"女"（演：マルケタ・イルグロヴァ）が曲や恋人について彼に話しかける。"男"が音楽活動の他に、実家で掃除機の修理をしていると聞いて喜び、"女"は壊れた掃除機の修理を依頼する。
翌日"女"は掃除機を持って現れ、ふたりは自らの生い立ちや人生を語る。途中彼女が定期的にピアノを借りている楽器店へ寄り道し、"男"は"女"に自分の曲を教え、一緒に演奏する (Falling Slowly)。"男"は実家の店に向かうバスの中で、長年交際した女性が彼を騙して出て行ったことを音楽に乗せて答える (Broken Hearted Hoover Fixer Sucker Guy)。店で"女"は"男"の父親（演：ビル・ホドネット）に会う。"男"は"女"を2階の自室に誘うが、"男"が泊まっていってほしいと言うと"女"は怒って出て行く。
翌日仲直りをし、"男"は自分の曲を"女"に渡す。"女"は"男"を自宅での夕食に招待し、"男"は彼女にチェコに残してきた夫がおり、娘と"女"の母親（演：ダヌシュ・クトレストヴァ）と同居していることを知る。"女"は"男"の帰宅後にCDを聴き、曲の1つに作詞をして "If You Want Me" と名付ける。"女"は道を歩きながら、あるいは即興でそれぞれが演奏するパーティなどで歌い練習する（Gold 他）。
"男"はロンドンへ行った元彼女（演：マルチェラ・ブランケット）のことを思い返し、「変っていく君に追いつけない」という "Lies" という曲を作曲する。"女"は"男"に彼女を取り戻すよう応援する。彼はロンドンへ向かうことを決心し、デモテープを持っていくために"女"に共にレコーディングしてくれることを頼む。
"男"の父親のバイクで海を見に行き、"男"が"女"に別居中の夫を今も愛しているのか尋ねると、"女"はチェコ語で "Miluju tebe" と答えるが、はにかみながら今何と言ったのか訳すのを拒否する。他のストリート・ミュージシャン（演：ゲラルド・ヘンドリック、アラスター・フォーリー、ヒュー・ウォルシュ）をバンドに迎え、レコーディングに向かう。彼らは1曲目When Your Mind's Made Up を演奏するとすぐに、小バカにしていたエンジニアのエイモン（演：ゲオフ・ミノゲ）に好印象を与える。明け方、10分の休憩中に"女"は空いている別スタジオでボールドウィンのピアノを見つけ、"女"が作曲した曲を"男"に弾いて聴かせる (The Hill) 。収録は一晩中続き、一行はエイモンの車で曲を聴きながら海岸へ向かう。
"男"が"女"の家の近所まで送ると、"女"は夫がダブリンに来て同居することを明かす。"男"はダブリンでの最後の夜を彼女と過ごしたいと語るが、"女"は「間違いがあるかもしれず」良くないアイデア（hanky-panky）だと拒絶する。"男"が父親にデモテープを聴かせると、父親は"男"のロンドンへの移住を経済的に支援してくれる。空港に行く前、"男"は"女"のためにチェコ・ペトロフ製のピアノを購入して自宅に届けさせる。その後、元彼女に電話をすると、元彼女は彼の到着を喜ぶ。一方ダブリンでは、"女"の夫（演：Senan Haugh）がダブリンに引っ越してきて同居を開始する。

## キャスト
※括弧内は日本語吹替
- 男 - グレン・ハンサード（英語版）（桐本琢也）
- 女 - マルケタ・イルグロヴァ（英語版）（園崎未恵）
- ティミー（ドラマー） - ヒュー・ウォルシュ（川島得愛）
- リード（ギタリスト） - ゲリー・ヘンドリック（坂東尚樹）
- ベーシスト - アラスター・フォーリー
- エイモン - ゲオフ・ミノゲ（中村秀利）
- 男の父親 - ビル・ホドネット
- 女の母親 - ダヌシュ・クトレストヴァ
- ヘロイン中毒者 - ダレン・ヒーリー
- ビル - マル・ワイト
- 昔の女 - マルチェラ・プランケット
- ボブ - ニーアル・クリアリー

その他日本語吹き替え
佐々木敏、小森創介、文月くん、高瀬右光、冠野智美、飯島肇、岐部公好、興津和幸

## スタッフ
- 監督 - ジョン・カーニー
- 製作 - マルティナ・ニーランド
- 製作総指揮 - デヴィッド・コリンズ
- 脚本 - ジョン・カーニー
- 撮影 - ティム・フレミング
- プロダクションデザイン - タマラ・コンボイ
- 衣装デザイン - ティツィアーナ・コルヴィシエリ
- 編集 - ポール・ミューレン

## 製作
主演であるハンサードとイルグロヴァの2人は共にプロのミュージシャンである。ハンサードのバンドであるザ・フレイムズの元ベース奏者であったカーニー監督はストリート・ミュージシャンの話を映画化およびサウンドトラックの作曲を長年の友人であるハンサードに依頼し続けていたが、主演を俳優になる以前にロック・ミュージシャンとして契約しようとしていたキリアン・マーフィーを起用するつもりでいた。またマーフィはこの映画のプロデューサーの1人となる予定であった。しかしマーフィは当時17歳で芝居経験のないイルグロヴァの相手役になること、ハンサード作曲の音程が急に高低する曲を大声で歌うことに不安があったため降板し、同時に他のプロデューサー達も経済的理由により降板した。カーニー監督は1991年にダブリンのソウルミュージックのコピーバンドについてのアンサンブル映画『ザ・コミットメンツ』でギター奏者のアウトスパン・フォスター役を演じただけの作曲家であるハンサードに白羽の矢を立てた。当初ハンサードは気が進まず、うまく演じる自信がなかったが、映画全体に関わること、低予算に合わせることを条件に承諾した。
低いながらも予算の約75%はアイルランド映画局Bord Scannán na hÉireann から出資され、残りの一部はカーニー監督のポケットマネーからまかなった。カーニー監督は自身の給料を主演2名に与え、もし映画が成功したら利益を皆に配分する約束をした。17日間、最小限度の人数で撮影され、コスト削減のために自然光や友人達の家を使用した。歌い継ぐパーティのシーンはハンサード自身のアパートで撮影され、ハンサードの実際の友人がパーティ参加者および演奏者として出演し、ハンサードの母親キャサリン・ハンサードがソロの歌声を披露した。ダブリンの通りでのシーンは許可なく、望遠レンズで撮影され、多くの通行人は映画撮影中であることを知らされていない。望遠レンズはほぼ演技未経験の主演者達にカメラがあることを忘れさせてリラックスさせ、いくつかの台詞はアドリブであった。

撮影中、カーニー監督はロマンスを予見し、ハンサードとイルグロヴァをボガートとバコールと呼んだ。ハンサードとイルグロヴァは実生活でも交際を始め、北米で共に映画の宣伝活動をして回り、ハンサードのアパートで同居していた。『エンターテイメント・ウィークリー』誌から引用: 
主演2名が恋愛に発展したことは、2006年1月のダブリンでの撮影を容易にした。「ずっと彼女に恋していたが、私は彼女はまだほんの子供だと自分に言い聞かせていた」。当時37歳のハンサードは6年前からの知り合いで共演者のイルグロヴァが19歳であることを気にしていた。「最終的に何か貴重な、プライベートな変化を記録している感じだった」。
その後ハンサードはこの交際が終わったことを明かした。「もちろん、私達はお互いの腕の中に飛び込んだ。これは私達の友情においてとても重要な部分であるが、私はお互いに本当にこうなりたかったのではないと結論を出したのだと思う。それで私達は今は別々にいる。私達はただの、本当に良い友人である」。
ハンサードとイルグロヴァは映画のストーリー上でも結ばれなかったことに本当に満足している。インタビューでハンサードは「アメリカの配給社が結末を変えて私達にキスをさせ、私は映画の宣伝活動に全くやる気をなくした」と語った。ハンサードは、イルグロヴァの役である"女"が字幕なしのチェコ語でアドリブで「いいえ、私はあなたを愛している」と言ったが、撮影中彼は役の"男"同様に彼女が何と言ったのかわからなかったと語った。
ハンサードとイルグロヴァはインタビューで、今後俳優業を続けるつもりはないと語った。イルグロヴァは撮影中に緊張していたことについて「私は全く良い女優ではない」と語り、ハンサードは映画について「前向きに、別の人生を生きていく」と語るのみであった
映画撮影終了後もハンサードとイルグロヴァは音楽を発表し、ザ・スウェル・シーズンとしてツアー公演を行っている。
ハンサードとイルグロヴァは『シンプソンズ』のエピソード『In the Name of the Grandfather 』に登場した。

## 評価
本作は公開当初から批評家たちの間で広く絶賛された。Rotten Tomatoesでは、159件のレビューに基づき97%という高い支持率を記録し、平均評価は8.3/10となっています。サイトの批評家による総評は、「愛と音楽の魅力的な物語。『ONCE』は現代のミュージカルの新基準を打ち立てた。ダブリンを舞台にしたことで、作品はさらに魅力的で新鮮な印象を与えている」となった。Metacriticでは、33名の批評家によるレビューの平均スコアは100点中88点で、「普遍的絶賛」の評価を獲得した。

### 公開時の評価
2007年3月にアイルランドで公開された際、RTÉのキャロライン・ヘネシーは本作に5点中4点を与え、「思いがけない宝石のような作品」と評した。彼女は主演の演技について、「本作は主演の二人による見事に自然な演技が光っている。彼らはまずミュージシャンであり俳優は二の次だが、両方の面で優れた成果を見せている。とりわけイフランカ・イグロヴァは、広く知られていて好き嫌いが分かれるグレン・ハンサードの傍らで、未知の存在だったが、まるで光を放つかのような存在感を見せている」と評価した。
『アイリッシュ・タイムズ』のマイケル・ドワイヤーも同じく4点を付け、「抗しがたい魅力がある」と述べた。また、「カーニー監督は、経済ブームの恩恵を受けることなく生きている主人公たちを描く中で、変化しつつある都市の姿を押し付けがましくなく示している。彼の本物志向のロケーション選びの眼差しは明らかだ」と語った。
2007年5月には、テレビ番組『Ebert & Roeper』でリチャード・ローパーとゲスト批評家マイケル・フィリップス（シカゴ・トリビューン紙）が共に熱烈な賛辞を送った。フィリップスは「今年観た中で最も魅力的な作品」、「21世紀版の『逢びき』」「1984年の『ストップ・メイキング・センス』以来、最もお気に入りの音楽映画」とし、「我々の世代にとって最高の音楽映画かもしれない」と絶賛しました。ローパーも、録音スタジオのシーンについて「『ドリームガールズ』や『シカゴ』のような何億円もかけたショーストップ型ミュージカル映画よりも、はるかに感動的で鼓舞されるものだった」と語り、「この映画は独自の方法で観る者を圧倒するだろう」と述べた。 ロジャー・イーバートも本作に4つ星（満点）を付け、「フィリップスが今年最高の映画に選んだのもまったく驚きではない」と述べている。
2007年後半には、ロンドンの『Time Out』誌のエイミー・シモンズが「カーニー監督による高密度な都市描写、ちらつく街灯、空き店舗、散らかった安アパートが詩的な背景となっている。とくに、女性主人公がパジャマとスリッパ姿でコーナーショップまで歩く場面は、彼女が彼の曲を携帯ステレオで聴きながら進む長回しで撮影されており、本作を象徴するシーンだ」と評し、「ハンサードと新人イグロヴァの演技は見事で、カーニーは控えめでありながら自信に満ちた、映像による詩的アルバムを作り上げた」と高く評価した。『テレグラフ』紙のサクデブ・サンドゥは、「『ビフォア・サンセット』以来、これほど心を打ち、ユーモアがあり、忘れがたいロマンス映画はなかった」と述べ、「その『ビフォア・サンセット』と同様、本作は適切な長さで終わり、希少な魅力と意外性をもって物語を締めくくっている」と称賛した。

### 年間ベスト
多くの評論家が本作を年間ベスト10に入れた。
- 1位 –マイケル・フィリップス、シカゴ・トリビューン
- 1位 – ネイサン・ラビン、AVクラブ
- 2位 – デビッド・ジャーメイン、AP通信
- 2位 – ケビン・クラスト、ロサンゼルス・タイムズ
- 2位 –カイル・スミス、ニューヨーク・ポスト
- 2位 –ショーン・レヴィ、オレゴニアン
- 2位 – ロジャー・ムーア、オーランド・センチネル紙
- 2位 – ロバート・バトラー、カンザスシティ・スター
- 2位 –ペーストマガジン
- 3位 –クリスティ・レミア、AP通信
- 3位 – ターシャ・ロビンソン、AVクラブ
- 3位 – アンドリュー・グレイ、トリビューン・クロニクル
- 3位 – ショーン・ミーンズ、ソルトレイク・トリビューン
- 4位 – キース・フィップス、AVクラブ
- 4位 – クリストファー・ケリー、スター・テレグラム
- 5位 – アン・ホーナディ、ワシントン・ポスト
- 5位 – デッソン・トムソン、ワシントン・ポスト
- 5位 – ノエル・マレー、AVクラブ
- 6位 – エラ・テイラー、LAウィークリー
- 7位 – クラウディア・プイグ、USAトゥデイ
- 7位 –ダナ・スティーブンス、スレート
- 7位 – スコット・トビアス、AVクラブ
- 7位 – スコット・マンツ、アクセス・ハリウッド
- 7位 – クレイグ・ウーティエ、オレンジカウンティレジスター
- 8位 – リアム・レイシーとリック・グローエン、グローブ・アンド・メール
- 8位 –オーウェン・グレイバーマン、エンターテインメント・ウィークリー
- 8位 – ステファニー・ザカレク、サロン
- 9位 – ジョー・モーゲンスターン、ウォール・ストリート・ジャーナル
- 9位 – ミヒャエル・レヒトシャッフェン、ハリウッド・レポーター
- 9位 –リチャード・ローパー、"At the Movies with Ebert & Roeper"
- 9位 –ケネス・トゥラン、ロサンゼルス・タイムズ
- 9位 - カリーナ・チョカノ、ロサンゼルス・タイムズ
- 9位 – ジェームズ・ヴェルニエール、ボストン・ヘラルド
- 10位 – ボブ・モンデロ、NPR
- 10位 – ピーター・フォンダー・ハール、"Film Threat"

### 後年の評価
2013年、『タイム』誌は本作を「偉大なフォーク音楽映画10選」に選出した。また、2025年にはTrinitonian誌が「史上最高のロマンティック音楽映画の一つ」とし「多くの恋愛映画に見られる誇張された設定や無理やりな演出とは対照的に、新鮮なほど地に足のついた内容となっている」と評した。

## 主な受賞
- アカデミー賞
  - 2007年度 歌曲賞「Falling Slowly」（グレン・ハンサード、マルケタ・イルグロヴァ）
- サンダンス映画祭
  - 2007年度 観客賞
  - 2007年度 ワールドシネマ部門観客賞
- ダブリン国際映画祭
  - 2007年度 観客賞
- ロサンゼルス映画批評家協会賞
  - 2007年度 音楽賞「Falling Slowly」（グレン・ハンサード、マルケタ・イルグロヴァ）
- シカゴ映画批評家協会賞発表
  - 2007年度 音楽賞
- クリティクス・チョイス・アワード
  - 2007年度 歌曲賞「Falling Slowly」（グレン・ハンサード、マルケタ・イルグロヴァ）
- インディペンデント・スピリット賞
  - 2007年度 外国語映画賞
- 映画館大賞
  - 「映画館スタッフが選ぶ、2008年に最もスクリーンで輝いた映画」第91位

## CD・DVD

### CD
- 『ワンス ダブリンの街角で オリジナル・サウンドトラック』（ソニー・ミュージックジャパンインターナショナル 2007年10月17日発売）

### DVD
- 『ONCE ダブリンの街角で』（ジェネオン エンタテインメント 2007年10月17日発売）

## 舞台化
この映画は同名ミュージカル『ONCE ダブリンの街角で』として舞台化された。2011年12月6日、ニューヨーク・シアター・ワークショップで開幕した。脚本はエンダ・ウォルシュ、演出はジョン・ティファニーが担当した。
2012年2月、このミュージカルはブロードウエイへ進出し、バーナード・B・ジェイコブズ・シアターで上演された。2012年2月28日からプレヴュウ公演が行われ、2012年3月18日に正式に開幕した。ジョン・ティファニーの演出により、"男"役はスティーヴ・カジー、"女"役はクリスティン・ミリオティ、舞台および衣装はボブ・クロウリーが担当することとなった。音楽は映画使用曲に2曲が追加され、出演者が演奏も行う。このミュージカルは開幕後概ね好評を得た。開幕以降このミュージカルはThe Outer Critics' Circle 、Drama League 、The New York Drama Critics' Circle そしてトニー賞において最優秀ミュージカル作品賞を獲得している。
ブロードウエイ公演はトニー賞においてミュージカル作品賞、ミュージカル主演男優賞(スティーヴ・カジー)、ミュージカル主演女優賞（クリスティン・ミリオティ)、ミュージカル助演女優賞(エリザベス・A・デイヴィス)、ミュージカル演出賞を含む11部門でノミネートされた。2012年6月10日、作品賞、演出賞、脚本賞、主演男優賞を含む8部門で受賞した。
2014年11月27日から12月14日までEXシアター六本木にてアメリカ・ツアー・プロダクションの来日公演。